# Tossiemia (igienismo)
La tossiemia, nel campo della medicina naturista o igienista, è un termine utilizzato a cominciare dalla fine del XX secolo dal dott. John Henry Tilden (1851-1940), il quale venne a basare tutta la sua teoria della malattia/salute, esposta nel sua opera maestra, un libriccino intitolato Tossiemia - Causa primaria di malattia.
Tilden considera come origine della malattia l'accumulo di "tossine" nell'organismo, dove la comparsa di sintomi di malattia, secondo lui, non sarebbe altro che la conseguenza ultima di questa presunta "intossicazione" eccessiva.
La produzione di tossine è un fenomeno naturale risultante da diverse funzioni metaboliche.
Herbert M. Shelton aggiunge (nel libretto "Introduzione all'Igiene Naturale"), che esiste un'altra forma di tossine, che sono di origine esogena, dato che entrano nel corpo dall'esterno (attraverso: bocca, polmoni, pelle, mucosa e iniezioni). In questi casi la tossiemia (assorbita così dall'esterno) è chiamata "tossiemia assorbente". Più il corpo é appesantito da tossine, meno riesce a svolgere le proprie funzioni (anche quelle di eliminazione), quindi una tossiemia porta verso un'altra tossiemia. 
In condizioni ideali, queste tossine vengono eliminate dagli organi emuntori (pelle, polmoni, fegato, reni, intestino). Finché le tossine, presenti nell'organismo, restano nei limiti delle capacità di eliminazione di questi organi e, quindi, la loro quantità rimane bassa, facciamo esperienza di uno stato di salute  buono.
Secondo Tilden, diversi fattori – fisici (dovuti all'ambiente, allo stile di vita, all'alimentazione), psicologici (stress) o emozionali – condurrebbero a una perdita della capacità di smaltimento dell'organismo, e di conseguenza all'accumulo di tossine. Queste, perturbando sempre più le funzioni organiche, condurrebbero a suo dire alla comparsa di sintomi.
Tilden ritiene dunque importante una modifica profonda dello stile di vita.